# Betula ermanii
Betula ermanii, el bedoll d'Erman, és una espècie d'arbre pertanyent a la família de les betulàcies.

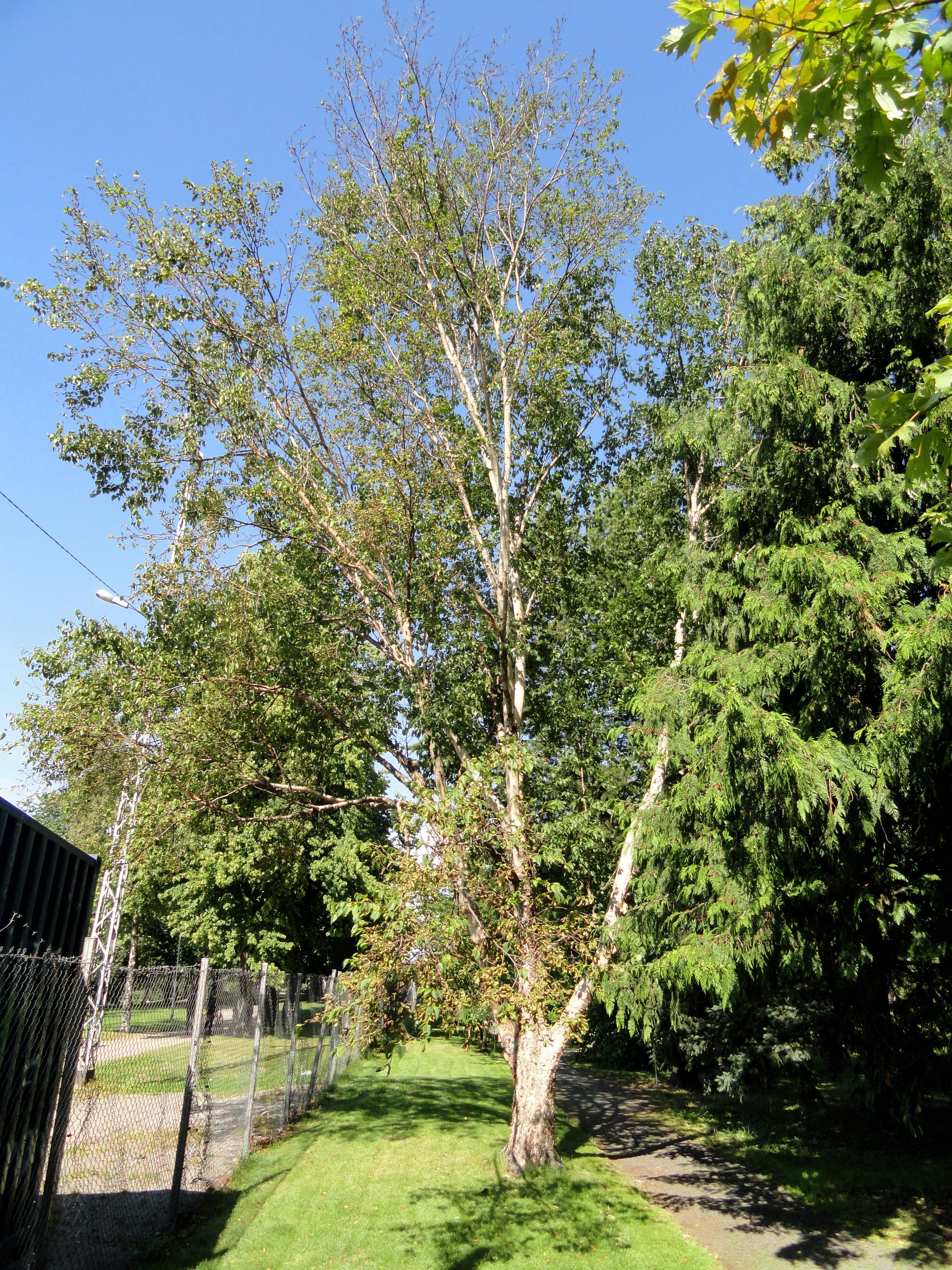
Detall de la planta

## Descripció
Betula ermanii pot arribar a assolir els 20 m d'alçada. L'escorça és de color groc i blanc. L'escorça de les branques joves està nua, però presenten berrugues de color taronja. Les fulles són àmpliament aovades i tenen 7-11 venes a la superfície de la fulla d'una costella. Té 5-8 centímetres de llarg i són acuminades. La base de la fulla es retalla per ser cordiforme. Els pecíols tenen d'1,5 a 2,5 centímetres de llarg.
El període de floració comença a primavera. Les inflorescències tenen forma ovoide, són individuals i tenen de 2 a 3 centímetres de llarg i un diàmetre d'aproximadament 1,5 centímetres.

## Distribució geogràfica
És molt variable la seva distribució i les espècies es poden trobar al Japó, les Kurils, l'illa de Sakhalín de Kamtxatka, i Corea.

## Taxonomia
Betula lenta fou descrita per Adelbert von Chamisso i publicat a Linnaea 6: 537, pl. 6, f. D, a–e. 1831.
Etimologia
Betula: nom genèric que donaren els grecs al bedoll.
ermanii: epítet
Sinonímia
var. ermanii
- Betula ganjuensis Koidz.
- Betula incisa (Koidz.) Koidz.
- Betula komarovii Perfil. & Kolesn.
- Betula paraermanii V.N.Vassil.
- Betula saitoana Nakai
- Betula shikokiana Nakai
- Betula ulmifolia var. glandulosa H.J.P.Winkl.

var. japonica (Shirai) Koidz.
- Betula bhojpattra var. japonica Shirai
- Betula nikoensis Koidz.[2]